# Riddes
Riddes (toponimo francese; in tedesco Riden, desueto) è un comune svizzero di 3 035 abitanti del Canton Vallese, nel distretto di Martigny.

## Monumenti e luoghi d'interesse
- Chiesa parrocchiale cattolica di San Lorenzo, attestata dal 1153, ricostruita nel 1701 e nel 1972[1].

## Società

### Evoluzione demografica
L'evoluzione demografica è riportata nella seguente tabella:
Abitanti censiti

## Geografia antropica

### Frazioni
- Auddes
- Ecône, sede del Seminario internazionale San Pio X[3]
- La Tzoumaz o Mayens-de-Riddes, stazione sciistica[1]

## Amministrazione
Ogni famiglia originaria del luogo fa parte del cosiddetto comune patriziale e ha la responsabilità della manutenzione di ogni bene ricadente all'interno dei confini del comune.